# 王朗 (後趙)
王 朗（おう ろう、? - ?）は、五胡十六国時代後趙の人物。

## 生涯
後趙に仕え、将軍に任じられた。
334年12月、後趙の徐州従事朱縦は徐州刺史郭祥を殺害すると、彭城ごと東晋に降った。王朗は兵を率いてこれを撃ち、朱縦を淮南へ敗走させた。
後に領軍に任じられた。
344年、王朗は後趙君主石虎を諫めて「今年は寒さが厳しく雪も多く降りましたが、皇太子（石宣）は人を使って宮廷の木を伐採させ、漳河から水を引き込みました。徴発された者は数万人に及び、怨嗟の声が満ちております。陛下はこのような状況で出遊なさるべきではないかと」と述べると、石虎はこれに従ったが、石宣はこの発言に憤り、王朗の殺害を考えるようになった。  
同年4月、熒惑（火星）が房宿に入るという出来事が起こると、石宣は太史令趙攬に命じて上言させて「房とは天王の事であり、今熒惑がこれに入りました。その禍は些細なものではありません。貴臣で王姓の者を処断し、これを対処すべきです」と勧めると、石虎は「誰をそうすべきか」と問うた。趙攬は「王領軍（王朗）より貴いものはおりません」と答えたが、石虎は王朗の才を惜しみ、趙攬へその次について尋ねた。すると、趙攬は「その次は中書監王波であります」と述べた。これにより石虎は詔を下して王波の過去の失敗を蒸し返して罪に問い、これを腰斬に処した。  
後に王朗は車騎将軍に昇進した。 
349年6月、石苞は配下の兵を動員して鄴を攻め、石遵の廃立を目論んだ。だが、雍州の豪族はこの反乱が失敗すると考え、一斉に東晋へ使者を派遣して寝返ってしまった。その為、東晋の梁州刺史司馬勲は兵を率いて雍州へ向かうと、治中劉煥を派遣して後趙の京兆太守劉秀離を討ち取り、賀城を攻略した。これにより、三輔の豪族の中では郡太守や県令を殺して司馬勲に応じる者が続出した。寝返った砦の数は30に及び、総勢5万を数えた。石遵の命により、王朗は精鋭2万を命じて救援に向かったが、本当の目的は石苞を鄴へ連行することであった。司馬勲は兵の数が少なかったので、王朗の到来を知ると、恐れて進軍を中止した。10月、司馬勲は宛城を攻略すると、後趙の南陽郡太守袁景を殺害してから、梁州へ撤退した。王朗はその後も長安に留まった。
350年1月、冉閔（当時の名は李閔）の乱により後趙が乱れると、王朗は長安を離れて涼州刺史麻秋と共に洛陽へ向かった。この時、麻秋は密かに冉閔と通じており、王朗の配下にいた胡兵千人余りを誅殺した。王朗は洛陽から逃れ、襄国において冉閔に対抗していた新興王石祗を頼った。
同月、王朗は張挙・石琨と共に7万の兵を率いて冉閔の守る鄴へ侵攻すると、冉閔は千余りの騎兵を率いてこれを迎え撃った。両軍は城北において激突したが、王朗らは大敗を喫し、軍を退却させた。
その後、王朗は前秦に投降し、青州刺史に任じられた。
356年2月、東晋の将軍劉度は盧へ侵攻し、王朗を攻めた。前秦君主苻生は苻飛を派遣して迎撃させたが、苻飛が到達する前に劉度は撤退した。その後の王朗の動向は不明である。